# Campionati italiani juniores di sci alpino 2007
I Campionati italiani juniores di sci alpino 2007 si sono svolti a Ponte di Legno dal 6 al 9 marzo. Il programma ha incluso gare di discesa libera, supergigante, slalom gigante e slalom speciale, tutte sia maschili sia femminili.
Trattandosi di competizioni valide anche ai fini del punteggio FIS, vi hanno partecipato anche sciatori di altre federazioni, senza che questo consentisse loro di concorrere al titolo nazionale juniores italiano. La competizione era riservata ad atleti nati negli anni 1990 e 1991.

## Risultati

### Uomini

#### Discesa libera
| Pos. | Atleta              | Nazione | Tempo   |
| ---- | ------------------- | ------- | ------- |
| 1    | Mattia Casse        | Italia  | 1:22,73 |
| 2    | Julian Giacomelli   | Italia  | 1:22,75 |
| 3    | Giulio Bosca        | Italia  | 1:23,34 |
| 4    | Raphael Runggaldier | Italia  | 1:23,55 |
| 5    | Antonio Fantino     | Italia  | 1:24,49 |
| 6    | Luca De Aliprandini | Italia  | 1:24,73 |
| 7    | Daniele Chiesa      | Italia  | 1:24,82 |
| 8    | Kevil Giuliano      | Italia  | 1:24,94 |
| 9    | Alberto Baroni      | Italia  | 1:25,10 |
| 10   | Davide Lugon        | Italia  | 1:25,11 |

Data: 6 marzo

#### Supergigante
| Pos. | Atleta              | Nazione | Tempo   |
| ---- | ------------------- | ------- | ------- |
| 1    | Mattia Casse        | Italia  | 1:20,60 |
| 2    | Julian Giacomelli   | Italia  | 1:21,56 |
| 3    | Raphael Runggaldier | Italia  | 1:22,72 |
| 4    | Davide Cuccarollo   | Italia  | 1:23,49 |
| 5    | Giovanni Borsotti   | Italia  | 1:23,50 |
| 6    | Daniele Chiesa      | Italia  | 1:23,51 |
| 7    | Giulio Bosca        | Italia  | 1:23,53 |
| 8    | Kevil Giuliano      | Italia  | 1:23,77 |
| 9    | Stephan Miribung    | Italia  | 1:24,00 |
| 10   | Luca De Aliprandini | Italia  | 1:24,14 |

Data: 7 marzo

#### Slalom gigante
| Pos. | Atleta              | Nazione | Tempo   |
| ---- | ------------------- | ------- | ------- |
| 1    | Antonio Fantino     | Italia  | 2:06,04 |
| 2    | Luca De Aliprandini | Italia  | 2:06,41 |
| 3    | Max Rinner          | Italia  | 2:06,48 |
| 4    | Giovanni Borsotti   | Italia  | 2:06,83 |
| 5    | Niko Stricker       | Italia  | 2:07,06 |
| 6    | Stephan Miribung    | Italia  | 2:07,46 |
| 7    | Raphael Runggaldier | Italia  | 2:07,49 |
| 8    | Lukas Hitthaler     | Italia  | 2:08,10 |
| 9    | Julian Pizzinini    | Italia  | 2:08,41 |
| 10   | Jonas Harder        | Italia  | 2:08,89 |

Data: 8 marzo

#### Slalom speciale
| Pos. | Atleta              | Nazione  | Tempo   |
| ---- | ------------------- | -------- | ------- |
| 1    | Giovanni Borsotti   | Italia   | 1:29,72 |
| 2    | Luca De Aliprandini | Italia   | 1:31,10 |
| 3    | Mattia Casse        | Italia   | 1:32,02 |
| 4    | Andrea Conci        | Italia   | 1:34,00 |
| 5    | Matteo Motta        | Italia   | 1:34,27 |
| 6    | Michele Landini     | Italia   | 1:35,17 |
| 7    | Alex Verocai        | Italia   | 1:34,40 |
| 8    | Elia Poletti        | Italia   | 1:35,85 |
| 9    | Luca Valsecchi      | Svizzera | 1:35,99 |
| 10   | Simone Goldoni      | Italia   | 1:36,01 |

Data: 9 marzo

### Donne

#### Discesa libera
| Pos. | Atleta                  | Nazione | Tempo   |
| ---- | ----------------------- | ------- | ------- |
| 1    | Elena Curtoni           | Italia  | 1:33,60 |
| 2    | Lisa Magdalena Agerer   | Italia  | 1:33,77 |
| 3    | Elody Ballot            | Italia  | 1:33,79 |
| 4    | Giulia Siccardi         | Italia  | 1:34,60 |
| 5    | Sara Petozzi            | Italia  | 1:34,72 |
| 6    | Janina Schenk           | Italia  | 1:35,40 |
| 7    | Alessandra Del Castello | Italia  | 1:35,53 |
| 8    | Verena Martiner         | Italia  | 1:35,54 |
| 8    | Alessandra Radice       | Italia  | 1:35,54 |
| 10   | Silvia Moser            | Italia  | 1:35,73 |

Data: 6 marzo

#### Supergigante
| Pos. | Atleta                | Nazione | Tempo   |
| ---- | --------------------- | ------- | ------- |
| 1    | Lisa Magdalena Agerer | Italia  | 1:32,51 |
| 2    | Elody Ballot          | Italia  | 1:33,53 |
| 3    | Elisabeth Egger       | Italia  | 1:33,83 |
| 4    | Elena Curtoni         | Italia  | 1:34,25 |
| 5    | Alessandra Radice     | Italia  | 1:34,69 |
| 6    | Giulia Siccardi       | Italia  | 1:35,24 |
| 7    | Chiara Petrucci       | Italia  | 1:35,32 |
| 8    | Federica Bortolussi   | Italia  | 1:35,73 |
| 9    | Janina Schenk         | Italia  | 1:35,78 |
| 10   | Andrea Jardí          | Spagna  | 1:35,80 |

Data: 7 marzo

#### Slalom gigante
| Pos. | Atleta              | Nazione    | Tempo   |
| ---- | ------------------- | ---------- | ------- |
| 1    | Stefania Zandonella | Italia     | 2:07,88 |
| 2    | Chiara Petrucci     | Italia     | 2:08,04 |
| 3    | Sara Petozzi        | Italia     | 2:08,36 |
| 4    | Elena Curtoni       | Italia     | 2:08,73 |
| 5    | Daniela Holzknecht  | Italia     | 2:08,88 |
| 6    | Giulia Arrigoni     | Italia     | 2:09,25 |
| 7    | Andrea Jardí        | Spagna     | 2:09,37 |
| 8    | Nina Penzešová      | Slovacchia | 2:09,89 |
| 9    | Ilaria Bortolotti   | Italia     | 2:10,02 |
| 10   | Elody Ballot        | Italia     | 2:10,17 |

Data: 8 marzo

#### Slalom speciale
| Pos. | Atleta                | Nazione | Tempo   |
| ---- | --------------------- | ------- | ------- |
| 1    | Elena Curtoni         | Italia  | 1:43,26 |
| 2    | Andrea Jardí          | Spagna  | 1:43,89 |
| 3    | Daniela Holzknecht    | Italia  | 1:44,31 |
| 4    | Katharina Stürz       | Italia  | 1:44,96 |
| 5    | Ilaria Bortolotti     | Italia  | 1:45,59 |
| 6    | Giulia Arrigoni       | Italia  | 1:45,96 |
| 7    | Elody Ballot          | Italia  | 1:46,05 |
| 8    | Stefania Zandonella   | Italia  | 1:46,36 |
| 9    | Lisa Magdalena Agerer | Italia  | 1:46,38 |
| 10   | Elisabeth Egger       | Italia  | 1:46,61 |

Data: 7 marzo